# Ясопіль
Ясопіль — село (до 2010 — селище) в Україні, у Вільшанській сільській територіальній громаді Житомирського району Житомирської області. Населення становить 15 осіб.